# هوندا إيفو 6
هوندا إيفو 6(بالإنجليزية: Honda EVO6)‏ هي دراجة نارية من تصنيع هوندا.